# Isatou Ceesay
Isatou Ceesay (Gâmbia, 1972), é uma activista ambiental e empreendedora social gambiana que criou o projecto One Plastic Bag que promove a transformação de sacos plastico em novos produtos e que através do qual gera postos de trabalho ocupados por mulheres. 

## Biografia
Filha de agricultores, originários do Mali, Isatou Ceesay nasceu em 1972, no norte da Gâmbia, na pequena aldeia de Njau. 
Quando o pai morreu foi obrigada a abandonar a escola e ir trabalhar para ajudar a mãe com as despesas da casa. 
Aos 20 anos resolve voltar a estudar e vende a vaca que tinha herdado do pai, de maneira a ter dinheiro suficiente, para frequentar o curso de secretariado no Instituto de Formação Técnica da Gâmbia.  Após ter terminado o curso, ela voltou para a aldeia e juntou-se ao Corpo de Paz dos EUA como voluntária. Foi durante este período que tomou consciência de que os sacos de plástico podiam ser re-aproveitados e transformados em novos produtos, ao frequentar um curso de gestão de resíduos no Senegal. 
Ela que aprendeu a fazer crochet e a tecer com a irmã, desenvolveu um método que transforma os sacos de plástico em fio que pode ter usado para fazer malas, carteiras, estojos, brinquedos e outros produtos.  Assim, em 1997 criou com mais quatro mulheres o Centro de Reciclagem de N'Jau com dois objectivos em mente. O primeiro era diminuir a quantidade de sacos de plástico nas ruas que eram comidos pelas cabras e que poluíam o ar ao serem queimados. O segundo dar formação a mulheres de maneira a que estas tivessem uma fonte de rendimento. 
Em 2009, Isatou co-fundou a The Gambia’s Women’s Initiative, através da qual dá continuidade ao seu trabalho em prol da formação e inclusão das mulheres no mercado de trabalho, envolvendo-as em projectos de reciclagem, criação de combustíveis alternativos e projectos de reflorestação. 
O projeto foi reconhecido como uma organização oficial de base comunitária e é conhecido como Grupo de Reciclagem e Geração de Renda de Njau (NRIGG). 

## Reconhecimento
Em 2012, a Aliança Internacional da Mulher galardoou-a com o Difference Maker award. 
A sua história foi contada, em 2015, por Miranda Paul no livro One Plastic Bag: Isatou Ceesay and the Recycling Women of the Gambia que contou com as ilustrações de Elizabeth Zunon.  Quatro anos depois a escritora Lily Dyu seleccionou-a para o seu livro Earth Heroes, no qual presta homenagem a personalidades e projectos que se destacam na defesa do meio ambiente. 

## Ligações Externas
- DW News - A rainha da reciclagem da Gâmbia
- Climate Heroes - Isatou Ceesay, a Rainha da Reciclagem na Gâmbia (inglês)
- BBC News - Empreendedora social gambiana, Isatou Ceesay, faz moda a partir de plástico (inglês)
- How to Recycle Plastic Bags into Purses: Isatou Ceesay - Njau, Gambia
- Fotografias de Isatou Ceesay e do seu trabalho tiradas por Max Riché